# Free improvisation
Free improvisation ("ứng tác tự do") là một loại âm nhạc ứng tác mà không cần bất cứ một quy tắc hay phụ thuộc vào xu hướng âm nhạc nào. Thuật ngữ này được dùng như một đặc điểm âm nhạc (có thể được sử dụng bởi bất kỳ nhạc sĩ nào của bất kỳ dòng nhạc nào) và như một thể loại riêng biệt.
Free improvisation, như một thể loại âm nhạc, phát triển ở Mỹ và châu Âu vào giữa và cuối thập niên 1960, nhờ sự phát triển của free jazz và nhạc cổ điển hiện đại. Không có nhạc sĩ nào thuộc dòng nhạc này có thể xem là nổi tiếng với đại chúng; tuy nhiên, trong giới nhạc thử nghiệm, một số nghệ sĩ thường được biết tới, gồm các nhạc công saxophone Evan Parker, Anthony Braxton, Peter Brötzmann và John Zorn, tay trống Christian Lillinger, nhạc công trombone George Lewis, tay guitar Derek Bailey, Henry Kaiser và Fred Frith cũng như các nhóm nhạc The Art Ensemble of Chicago và AMM.